# FC 괴뇽
FC 괴뇽(FC Gueugnon)는 프랑스 부르고뉴 지방에 있는 괴뇽을 연고로 하는 축구 클럽이다. 이 팀은 1940년에 창단되었다.

## 수상
- 쿠프 드 라 리그
  - 우승 (1): 2000
- 리그 2
  - 우승 (1): 1979
- 샹피오나 드 프헝스 아마퇴르
  - 우승 (2): 1947, 1952
- 샹피오나 드 프헝스 아마퇴르 2
  - 우승 (2): 1997, 2005
- 리그 드 부르고뉴
  - 우승 (4): 1946, 1947, 1948, 1957
- 쿠프 드 부르고뉴
  - 우승 (12): 1950, 1951, 1952, 1954, 1956, 1965, 1967, 1970, 1976, 1979, 1998, 2012

## 유럽대항전 기록
| 시즌    | 대회    | 라운드 | 클럽                  | 홈  | 어웨이 | 합계 |
| ------- | ------- | ------ | --------------------- | --- | ------ | ---- |
| 2000-01 | UEFA 컵 | 1R     | 이라클리스 테살로니키 | 0-0 | 0-1    | 0-1  |

## 선수 명단

### 역대
틀:샹피오나 나시오날 3